# ウクライナ国防大学校
ウクライナ国防大学校（ウクライナこくぼうだいがっこう、ウクライナ語: Національний університет оборони України імені Івана Черняховського）は、ウクライナの首都キーウにある高等軍事教育大学である。ウクライナ国防省に属し、国防を専門とする士官を養成している。

## 概要
ウクライナ教育省の認定を受け、ウクライナの教育機関国家登録簿に登録されている近代的な軍事教育科学機関であり、高等軍事作戦・戦略教育と高等軸作戦・戦術教育の専門家を養成する。
本学の軍事教育システムは、北大西洋条約機構（NATO）の協力を得て発展した。将来のNATO加盟を見据え、NATO防衛教育強化プログラム（DEEP）の支援による教育コースを実施するなど、NATO水準の教育を題目に置いている。
8つの科学分野で博士課程が、12の科学分野で補助的な研究が行われている。また、軍事、技術、歴史科学の学位論文を審査する4つの専門学術委員会があり、5つの専門学術集と1つの学術雑誌が出版されている。

## 沿革
第一次世界大戦中の1914年、第二キエフ陸軍歩兵学校が開校。1919年の第二次ソビエト・ウクライナ戦争を受け、キエフ砲術課程に改組された。
1920年のポーランド・ソビエト戦争におけるポーランド軍の進攻により、砲術課程はポルタヴァへ移転。ポルタヴァではオデッサ砲術課程と統合され、第4次キエフ砲術課程となった。1922年、第4砲兵学校に改称。
1941年の独ソ戦の際、学校はクラスノヤルスクに移され、1944年9月にキーウに戻された。
1958年にキエフ砲兵高等技術学校、1973年にキエフロケット高等技術学校と改称された。
1974年、陸軍防空砲兵学校のキエフ分校となる。さらに1977年、キエフ陸軍防空軍事アカデミーに改編された。
ソビエト連邦崩壊に伴い、1992年にウクライナ軍アカデミーとなり、1999年にウクライナ国防アカデミーに改称された。
2008年、ウクライナ国防大学校に改称された。
2013年、ウクライナ大統領令第85/2013号より、ウクライナ出身で史上最年少のソビエト陸軍方面軍司令官イワン・チェルニャホフスキーの名を冠した敬称が与えられた。これにより、イワン・チェルニャホフスキー記念ウクライナ国防大学校に改称された。
2023年6月、ウォロディミル・ゼレンスキー大統領は先述のウクライナ大統領令第85/2013号が無効であると宣言した。

## 部門

### 研究所
- 国家軍事行政研究所
- 兵力展開参謀本部研究所
- 航空・防空研究所
- 兵站・情報技術研究所
- 人道研究所
- 体育・スポーツ・健康技術教育科学研究所

### トレーニングセンター
- 教育活動組織の科学的および方法論的センター
- 科学的・科学技術的活動のための科学的方法論センター
- 多国籍本部職員養成のための教育科学センター
- 外国語教育科学センター
- シミュレーション・モデリング・センター
- 遠隔教育科学センター
- 軍事戦略研究センター
- 軍事訓練部
- 軍事史研究センター
- 安全保障・国防分野における汚職防止科学センター
- 国家安全保障と防衛分野における戦略的コミュニケーションのための訓練科学センター
- 再教育・上級訓練センター
- 国防管理教育科学センター